# Giulia Salzano
Giulia Salzano (Santa Maria Capua Vetere, Caserta, 13 de octubre de 1846 - Casoria, Nápoles, 17 de mayo de 1929) fue una religiosa católica y Santa italiana. Fundadora, en 1905, de las Hermanas Catequistas del Sagrado Corazón de Jesús. Salzano se desempeñó como maestra antes de convertirse en religiosa, y desde 1865 trabajó en Casoria como maestra de niños, donde demostró ser una apta catequista e instructora.
La causa de santidad de Salzano se abrió el 4 de abril de 1974 bajo el papado de Pablo VI, siendo nombrada Sierva de Dios. El Papa Juan Pablo II la tituló Venerable el 23 de abril de 2002 y la beatificó el 27 de abril de 2003. El Papa Benedicto XVI la canonizó como Santa en la plaza de San Pedro el 17 de octubre de 2010.

## Biografía
Giulia Salzano nació en Santa Maria Capua Vetere, Caserta, el 13 de octubre de 1846 como la cuarta de siete hijos de Diego Salzano y Adelaide Valentino; fue bautizada ese mismo día. Su madre era descendiente de Alfonso María de Ligorio. Su padre, un capitán de los Lanceros del rey Fernando II, murió en 1850 y su madre no podía permitirse criar a todos sus hijos, por lo que envió a Salzano a un orfanato.
Las Hermanas de la Caridad la educaron y criaron en el orfanato de Santa María de la Gracia en San Nicola la Strada desde noviembre de 1850, cuando fue admitida, hasta 1861 cuando regresó a casa. Salzano hizo su Primera Comunión el 8 de diciembre de 1854 y recibió su Confirmación en 1860. En algún momento alrededor de estos hechos hizo un voto privado a Dios de permanecer casta. Se graduó en Caserta, donde recibió un diploma de maestra en 1865, mientras que su primera asignación no fue mucho después de esta en octubre. Salzano se desempeñó como maestra de escuela y catequista en Casoria y se hizo conocida por ser un catequista y una educadora religiosa apta. También era amiga cercana y colaboradora de Catalina Volpicelli, y entró en contacto con ella por sugerencia del cardenal arzobispo de Nápoles, Sisto Riario Sforza.
En 1882 comenzó a pensar en la posibilidad de convertirse en monja, y esto se intensificó cuando comenzó a sentar las bases de una nueva congregación religiosa dedicada a la catequesis y la educación. Dos sacerdotes de su zona ofrecieron sus aportes al igual que Luis de Casoria.
El 21 de noviembre de 1905 fundó las Hermanas Catequistas del Sagrado Corazón de Jesús y asumió su hábito; recibió la aprobación diocesana del Cardenal Giuseppe Antonio Ermenegildo Prisco el 12 de agosto de 1920 y la aprobación papal del Papa Juan XXIII el 19 de marzo de 1960 (después de su muerte). Salzano se hizo conocida por su devoción personal a la Virgen y animó a otros en la devoción a ella y al Sagrado Corazón de Jesús. Más adelante en la vida, su salud debilitada comenzaría a obstaculizar su enseñanza y comenzó a recibir una pensión el 19 de marzo de 1890.
Salzano murió al amanecer del 17 de mayo de 1929, a los 82 años de edad. La mañana anterior se había reunido con 100 niños que se preparaban para la Primera Comunión. Sus restos fueron alojados en la casa madre de la orden en Casoria, en Piazza Giovanni Pisa 20.

## Santidad
La causa de beatificación se inició en Nápoles en un proceso informativo -para la recogida de documentación e interrogatorios- que inauguró el cardenal Alessio Ascalesi el 29 de enero de 1937 y que el cardenal Marcello Mimmi cerró en 1954 mientras todos sus escritos recibieron la plena aprobación de una junta de teólogos, que consideró que sus escritos espirituales estaban en consonancia con la doctrina oficial. La introducción formal a la causa fue dirigida por el Papa Pablo VI el 4 de abril de 1974, en la que fue titulada como Sierva de Dios, mientras que un proceso apostólico se llevó a cabo en abril de 1977 en Nápoles bajo el cardenal Corrado Ursi. La Congregación para las Causas de los Santos convalidó estos dos procesos el 12 de julio de 1991 al recibir el dossier oficial de Positio de la postulación en 1994.
Los teólogos dieron su aprobación a la causa en una reunión el 29 de enero de 2002, mientras que la C.C.S. también emitió su aprobación el 5 de marzo de 2002. El Papa Juan Pablo II declaró a Salzano Venerable el 23 de abril de 2002, después de confirmar que la difunta monja había vivido una vida cristiana modelo de virtudes heroicas. El proceso por un milagro atribuido a ella se abrió en la diócesis de su origen y se cerró en 1995 antes de recibir la validación en Roma el 11 de diciembre de 1995; recibió la aprobación de una junta médica poco después, el 14 de marzo de 2002. El congreso de teólogos se reunió poco después el 6 de septiembre de 2002 y aprobó este milagro mientras la C.C.S. también emitió su aprobación el 5 de noviembre de 2002. Esto llevó a que Juan Pablo II diera la aprobación final para su beatificación el 20 de diciembre de 2002. Salzano fue declarada Beata en la Plaza de San Pedro el 27 de abril de 2003.
El proceso para el segundo milagro atribuido a ella y necesario para la santidad duró desde el 21 de junio de 2007 hasta el 21 de diciembre de 2007, momento en el que todos los documentos se enviaron en cajas a Roma, siendo validadas el 25 de enero de 2008. El consejo médico votó a favor de este milagro el 13 de noviembre de 2008 al igual que los teólogos el 15 de septiembre de 2009 y la C.C.S. el 1 de diciembre de 2009. El Papa Benedicto XVI aprobó este segundo milagro el 19 de diciembre de 2009 y canonizó a Salzano como Santo de la Iglesia Católica en la Plaza de San Pedro el 17 de octubre de 2010. El Papa se dirigió a la multitud y dijo: "Que el ejemplo y la intercesión de Santa Giulia Salzano sostengan a la Iglesia en su perenne tarea de anunciar a Cristo y formar auténticas conciencias cristianas".